# Споменик природе Стабла тополе у селу Орлане
Споменик природе „Стабла тополе у селу Орлане“, насељеном месту на територији општине Подујево, на Косову и Метохији, представља споменик природе од 1987. године. Стабло тополе у селу Орлане, налази се на месту званом Љугу и Махмутит.

## Решење - акт о оснивању
Решење о стављању под заштиту стабла тополе у селу Орлане, на месту званом Љугу и Махмутит бр. 02-06-285/1 - Извршно Веће СО Подујево. Службени лист САПК бр. 14/88.